# Tipula gertschi
Tipula gertschi är en tvåvingeart som beskrevs av Alexander 1963. Tipula gertschi ingår i släktet Tipula och familjen storharkrankar. Inga underarter finns listade i Catalogue of Life.